# Nicolae Preda
Nicolae Preda a fost primar al municipiului Cluj-Napoca în perioada 1985 - 1986.